# Elektron (empresa)
Elektron es un fabricante de instrumentos musicales de origen sueco fundado en 1998. Su sede, laboratorio de investigación y desarrollo y planta de producción se encuentran en Gotemburgo, Suecia. Producen principalmente instrumentos musicales electrónicos, pero han fabricado también unidades de efectos y software. Desde 2012, han abierto filiales en Los Ángeles y Tokio.
Entre los músicos que utilizan instrumentos Elektron se incluyen Panda Bear, Timbaland, The Knife, Depeche Mode, y Autechre.

## Historia
El primer producto fabricado por Elektron fue un sintetizador analógico-digital híbrido de escritorio llamado SidStation. Su motor de sonido era un chip  Commodore 64 SID. Durante los años 2001-2003, Elektron lanzó al mercado el Machinedrum (una caja de ritmos digital de 16 voces) y el Monomachine (un sintetizador programable de 6 voces que utilizaba formas de onda de un solo período). Estos instrumentos eran, como el SidStation, montados en soportes de aluminio cepillado.
Desde entonces, la gama de productos se ha ido ampliando hasta incluir el siguiente hardware: la Octatrack (un sampler), Digitakt (un sampler), Analog Keys y Analog Four (sintetizador de analógico de 4 voces en formato teclado y de escritorio), Analog Rytm (una caja de ritmos híbrida de 8 voces) y Analog Heat (una unidad de efectos analógica con 8 efectos programables). En 2015 Elektron lanzó Overbridge (un paquete de software que permite integrar el hardware analógico Elektron a una DAW) como complemento a la gama de instrumentos Analog. A fines del 2016, Elektron expandió su gama de productos por lanzar el Analog Drive, un pedal de drive 8-en-uno para bajos y guitarras eléctricas.

## Músicos
Entre los músicos que utilizan instrumentos Elektron están Sophie Xeon, Warpaint, Kid Koala, Del tha Funky Homosapien, Susanne Sundfør, John Frusciante, The Knife, Air, Nine Inch Nails, New Order, Jean-Michel Jarre, Youth Code, Wilco, Aux 88, Cevin Key, Smashing Pumpkins, Mogwai, The Horrors, Plaid, Factory Floor, Matt McJunkins, Arcane Roots, The Bug, The Chemical Brothers, Thom Yorke y muchos otros.